# 对甲苯磺酸吡啶盐
对甲苯磺酸吡啶盐是一种吡啶和对甲苯磺酸组成的有机盐。它通常简写为PPTS，通常为无色固体。
Masaki Miyashita最早发现此化合物可有效的脱除四氢吡喃（THP）保护基。

## 应用
在有机合成中，对甲苯磺酸因其酸性而常用于催化剂。如当有些时候强酸不奏效时，PPTS可用于脱除硅醚保护基或四氢吡喃保护基。